# Sommer-Paralympics 2012/Teilnehmer (Ghana)
| stlisierte Goldmedaille | stlisierte Silbermedaille | stlisierte Bronzemedaille |
| ----------------------- | ------------------------- | ------------------------- |
| —                       | —                         | —                         |

Ghana entsandte zu den Paralympischen Sommerspielen 2012 in London vier Sportler –  eine Frau und drei Männer.

## Teilnehmer nach Sportart

### Leichtathletik
Frauen:
- Anita Fordjour

Männer:
- Nkegbe Botsyo

### Powerlifting (Bankdrücken)
| Athleten          | Wettbewerb         | Gewicht | Rang |
| Männer            |                    |         |      |
| Charles Narh Teye | Klasse bis 67,5 kg |         |      |

### Radsport
Männer:
- Mumuni Alem Road